# Wifredo Díaz Valdéz
Wifredo Díaz Valdez (Treinta y Tres, 15 de julio de 1932 - Montevideo, 15 de abril de 2025) fue un escultor uruguayo autodidacta que representó a Uruguay en la Bienal de Venecia en 2013.

## Biografía
Nació en la ciudad de Treinta y Tres, capital del departamento del mismo nombre, donde comenzó su exploración por la morfología de los materiales y su expresión.

## Reconocimientos
En 2013 fue seleccionado para representar a Uruguay en la 55.ª Bienal de Venecia. Un año antes, el Ministerio de Educación y Cultura lanza el premio a la excelencia artística de ese año con su nombre.

## Premios
- Premio Fraternidad por B´nai B´rith Uruguay, 1991
- Mid American Arts Alliance (MAAA), Kansas City, 1992
- Premio Morosoli de Plata, Fundación Lolita Ruibal
- Premio Nacional Pedro Figari del Banco Central del Uruguay, 1999